# Massiccio dei Sette Fratelli
Il massiccio dei Sette Fratelli (in sardo is Setti Fratis) è un complesso montuoso situato in territorio dei comuni di Sinnai, Burcei, San Vito e Castiadas nella Sardegna sud-orientale. Il complesso, impostato su litologie granitiche e metamorfiche, prende il nome delle sette vette che ne caratterizzano il profilo, tra le quali svettano punta Su Baccu Malu, Casteddu de Su Dinai e la cima più alta, punta Sa Ceraxa di 1 016 metri.
Il massiccio fa parte del Parco dei Sette Fratelli - Monte Genis, istituito con la legge regionale n. 31 del 1989. Al suo interno è presente l'omonima foresta demaniale, gestita dall'ex Ente foreste della Sardegna, una delle più vaste della Sardegna e piuttosto importante, sotto l'aspetto florofaunistico, sia per la presenza di numerosi endemismi botanici sia di specie animali in pericolo di estinzione.
Ambita meta di escursionisti e ciclisti di montagna, il complesso ospita il giardino botanico di Maidopis, fruibile anche da persone diversamente abili con o senza accompagnatore.

## Le Leggende dei Sette Fratelli
Le "Leggende dei Sette Fratelli" sono narrazioni mitologiche che giustificano il nome delle cime del massiccio. Ne esistono diverse, dato che le fonti sono principalmente orali e non documentate.

Una delle versioni tramandate racconta la storia di sette fratelli che, attraverso avventure straordinarie, divennero le sette cime che formano il massiccio:
In tempi antichi, in una Sardegna selvaggia e incontaminata, vivevano sette fratelli, ognuno dei quali possedeva un carattere distintivo. Questi fratelli erano rinomati per la loro forza, il coraggio e una profonda connessione con la natura.
Un giorno, una terribile calamità si abbatté sulla loro terra: un mostro minacciava di distruggere il paese, seminando terrore e devastazione. I sette fratelli, consapevoli del pericolo imminente, decisero di unire le loro forze per affrontare la creatura e proteggere il loro popolo.
Dopo una lunga e ardua battaglia, i sette fratelli riuscirono a sconfiggere il mostro, ma pagarono un prezzo elevato. Al termine dello scontro, i loro corpi furono trasformati in sette cime montagnose. Da quel momento, il Massiccio dei Sette Fratelli prese il nome da questi eroi, diventando un simbolo di forza, coraggio e protezione per il popolo sardo.

Un'altra versione narra la storia di una vedova e di sette fratelli proprietari terrieri che divennero parte dell'Orsa Maggiore per aver diffamato il vento:
In un tempo remoto, quando nel cielo non brillavano ancora le stelle della costellazione del Grande Carro, viveva una vedova che si sosteneva grazie alla coltivazione del grano. Sebbene non disponesse di vasti appezzamenti di terreno, possedeva un'ampia aia in grado di contenere non solo i covoni del proprio raccolto, ma anche quelli dei suoi vicini.
Questi vicini erano sette fratelli, proprietari di grandi estensioni di terreno. Tra loro e la vedova vi era un rapporto di mutuo aiuto, specialmente durante la stagione della raccolta del grano.
In una notte d'estate particolarmente buia e ventosa, la vedova udì dei suoni strani, simili al rumore di un carro, ma il buio intenso le impediva di vedere chiaramente. Preoccupata, chiamò i sette fratelli per chiedere spiegazioni. Essi la rassicurarono, attribuendo il rumore al forte vento.
Tuttavia, i sette fratelli, animati da intenti malvagi, avevano caricato i covoni su un grande carro e, approfittando dell'oscurità e del vento, fuggirono. Il vento, irritato per essere stato incolpato ingiustamente, soffiò con crescente intensità contro il carro carico di covoni, sollevandolo sempre più in alto, fino a farlo salire verso la cima del monte e poi verso il cielo.
Con un ultimo potente soffio, il vento fissò il carro nel punto più alto del firmamento, creando così la costellazione dell'Orsa Maggiore, conosciuta in dialetto sardo come “Sos Sette Frades” (i Sette Fratelli). Inoltre, il vento disperse i covoni di grano e paglia, che si sparsero nel cielo come scintille d'oro, formando le stelle della Via Lattea.
Parallelamente, la costellazione fu replicata sulla terra, dando origine ai Monti dei Sette Fratelli.